# Jeg husker... Fortællinger fra Grønland
Jeg husker... Fortællinger fra Grønland er en dansk dokumentarfilm fra 2002, der er instrueret af Karen Littauer.

## Handling
Fjorten grønlændere, som alle har historier at fortælle, giver gennem deres beretninger fra barndom og ungdom et fascinerende portræt af et land og dets folk. Der fortælles blandt andet om den 14-årige forældreløse dreng, der bævende af skræk fanger sin første narhval, og om den lille morsyge knægt, som kommer til at slå sin hundehvalp ihjel, om kvinden, der hører en fjeldgængers rædselsskrig i bjergene, og om åndemaneren, der må kæmpe mod sine hjælpeånder, fordi han har besluttet at lade sig kristne. Fortællerne, der er fra Ammassalik-, Thule- og Upernavikdistrikt, beretter levende og dramatisk i den traditionelle grønlandske fortælletradition, som er blevet udviklet gennem århundreders lange, mørke polarvintre.